# Povere bimbe
Povere bimbe è un film muto italiano del 1923 diretto da Giovanni Pastrone, l'ultimo in assoluto del cineasta piemontese. Il film è tratto dal dramma teatrale (e dal relativo romanzo) Le due orfanelle di Adolphe d'Ennery  ed Eugéne Cormon del 1874.